# Neuromuskulära sjukdomar
Neuromuskulära sjukdomar är en bred kategori som innefattar sjukdomar som antingen direkt genom att drabba musklerna eller indirekt genom att drabba nerverna påverkar muskelapparaten.